# Dittoceras garrettii
Dittoceras garrettii är en oleanderväxtart som beskrevs av Kerr. Dittoceras garrettii ingår i släktet Dittoceras och familjen oleanderväxter. Inga underarter finns listade i Catalogue of Life.